# Mohamed Amine Aoudia
Mohamed Amine Aoudia (ar. محمد أمين عودية, ur. 6 czerwca 1987 w El Harrach) – piłkarz algierski grający na pozycji napastnika.

## Kariera klubowa
Swoją karierę piłkarską Aoudia rozpoczął w klubie IR Hussein Dey. Grał w nim w sezonie 2004/2005 w piątej lidze algierskiej. W 2005 roku przeszedł do CR Belouizdad, grającego w pierwszej lidze. Występował w nim do końca sezonu 2007/2008. W sezonie 2008/2009 był zawodnikiem klubu USM Annaba. W 2009 roku został piłkarzem JS Kabylie. Zadebiutował w nim 8 grudnia 2009 roku w przegranym 0:2 wyjazdowym meczu z ES Sétif. W sezonie 2010/2011 zdobył z nim Puchar Algierii.
Na początku 2011 roku Aoudia przeszedł do egipskiego Zamaleku z Kairu. Swój debiut w Zamaleku zanotował 21 stycznia 2011 w zremisowanym 0:0 domowym spotkaniu z El Entag El Harby. W Zamaleku spędził pół sezonu.
Latem 2011 Aoudia wrócił do Algierii. Został wówczas piłkarzem zespołu ES Sétif. Swój debiut w tym klubie zaliczył 10 września 2011 w domowym meczu z NA Hussein Dey (3:2) i w debiucie zdobył gola. W sezonie 2011/2012 wywalczył z nim mistrzostwo Algierii oraz zdobył krajowy puchar. W sezonie 2012/2013 także został mistrzem kraju.
W sezonie 2013/2014 grał w Dynamie Drezno, a w sezonie 2014/2015 w FSV Frankfurt. W sezonie 2015/2016 wywalczył mistrzostwo Algierii jako gracz USM Algier. W sezonie 2016/2017 był zawodnikiem CS Constantine.
| Sezon   | Klub           | Kraj     | Rozgrywki         | Mecze | Bramki |
| ------- | -------------- | -------- | ----------------- | ----- | ------ |
| 2005/06 | CR Belouizdad  | Algieria | Première Division | 12    | 1      |
| 2006/07 | CR Belouizdad  | Algieria | Première Division | 26    | 8      |
| 2007/08 | CR Belouizdad  | Algieria | Première Division | 18    | 4      |
| 2008/09 | USM Annaba     | Algieria | Première Division | 21    | 5      |
| 2009/10 | JS Kabylie     | Algieria | Première Division | 19    | 4      |
| 2010/11 | JS Kabylie     | Algieria | Première Division | 8     | 5      |
| 2010/11 | Zamalek SC     | Egipt    | I liga            | 7     | 1      |
| 2011/12 | ES Sétif       | Algieria | Première Division | 20    | 12     |
| 2012/13 | ES Sétif       | Algieria | Première Division | 20    | 12     |
| 2013/14 | Dynamo Drezno  | Niemcy   | 2. Bundesliga     | 15    | 6      |
| 2014/15 | FSV Frankfurt  | Niemcy   | 2. Bundesliga     | 9     | 2      |
| 2015/16 | USM Algier     | Algieria | Première Division | 13    | 2      |
| 2016/17 | CS Constantine | Algieria | Première Division | 20    | 4      |

## Kariera reprezentacyjna
W reprezentacji Algierii Aoudia zadebiutował 17 listopada 2010 roku w zremisowanym 0:0 towarzyskim meczu z Luksemburgiem. W 2013 roku został powołany do kadry na Puchar Narodów Afryki 2013.